# Szamgakcsi állomás
Szamgakcsi (Samgakji) állomás a szöuli metró 4-es és 6-os vonalának állomása, mely Szöul Jongszan-ku (Yongsan-gu) kerületében található. Az állomás előtt áll a Pe Ho (Bae Ho) híres, 1967-es, Toraganun Szamgakcsi (Doraganeun Samgakji) (돌아가는 삼각지) című dalának emelt szobor.

## Viszonylatok
| 4-es vonal                                                   | 4-es vonal                | 4-es vonal                                           |
| ------------------------------------------------------------ | ------------------------- | ---------------------------------------------------- |
| Szungmjong (Sookmyung) Női Egyetem Tanggoge (Danggogae) felé | személy- és expresszvonat | Sinjongszan (Sinyongsan) Anszan (Ansan) és Oido felé |
| 6-os vonal                                                   |                           |                                                      |
| Hjocshang (Hyochang) park Ungam (Eungam) felé                | 6-os vonal                | Nokszaphjong (Noksapyeong) Sinne (Sinnae) felé       |